# بول ديفيز (لاعب سنوكر)
بول ديفيز (بالإنجليزية: Paul Davies)‏ (و. 1970  م) هو لاعب سنوكر ويلزي.

## روابط خارجية
- بول ديفيز على موقع CueTracker.net (الإنجليزية)